# 阿拉姆·馬哈莫德
阿拉姆·馬哈莫德（荷蘭語：Aram Mahmoud，1997年7月15日—），荷蘭男子羽毛球運動員。

## 簡歷

### 早年
阿拉姆·馬哈莫德在7歲時開始接觸羽毛球，並在學生時期贏得兩次敘利亞全國羽毛球比賽以及阿拉伯青年錦標賽男單冠軍。2014年4月，阿拉姆·馬哈莫德代表敘利亞參加在馬來西亞亞羅士打舉行的世界青年羽毛球錦標賽男子單打項目，並在首圈1比2（16比21、21比16、11比21）不敵法國選手亞歷山大·哈默。次年，由於敘利亞內戰持續肆虐導致他無法上課和接受羽毛球訓練，因此他決定離開敘利亞並在荷蘭與他的哥哥團聚。

### 2019年－2021年
2019年6月，阿拉姆·馬哈莫德代表荷蘭兼賽事7號種子出戰拉脫維亞羽毛球國際賽男子單打項目，並在決賽中以2比0的成績（21比9、21比19）擊敗丹麥選手馬格努斯·約翰內森，奪下他羽球生涯中首座國際賽冠軍。他在此賽事的表現讓他的世界羽聯世界排名達到了前200名，並獲得了國際奧委會難民運動員獎學金。
2021年6月8日，國際奧林匹克委員會公佈了入選2020年東京奧運會的2020年夏季奥林匹克运动会难民代表团運動員名單。阿拉姆·馬哈莫德入選參與夏季奧林匹克運動會羽毛球比賽的男子單打項目。最終，阿拉姆·馬哈莫德先後以2比0（8比21、14比21以及15比21、12比21）不敵印尼兼7號種子的喬納坦·克里斯蒂以及新加坡的駱建佑止步於小組賽的第三名。

## 主要比賽成績
只列出曾進入準決賽的國際賽事成績：
| 代表 荷蘭時期 | 代表 荷蘭時期          | 代表 荷蘭時期 | 代表 荷蘭時期 | 代表 荷蘭時期 | 代表 荷蘭時期 |
| 年份          | 賽事                   | 公開賽級別    | 項目          | 拍檔          | 成績          |
| ------------- | ---------------------- | ------------- | ------------- | ------------- | ------------- |
| 2018年        | 挪威羽毛球國際賽       | 國際系列賽    | 混合雙打      | Amy Tan       | 準決賽        |
| 2019年        | 拉脫維亞羽毛球國際賽   | 未來系列賽    | 男子單打      | －            | 冠軍          |
| 2019年        | 立陶宛羽毛球國際賽     | 未來系列賽    | 男子單打      | －            | 準決賽        |
| 2021年        | 斯洛文尼亞羽毛球國際賽 | 國際系列賽    | 男子單打      | －            | 準決賽        |

| 2007-2017年 | 首要超級賽 | 超級賽 | 黃金大獎賽 | 大獎賽 | 國際挑戰賽 | 國際系列賽 | 未來系列賽 | 其他 |

| 2018-2026年 | 總決賽 | 超級1000賽 | 超級750賽 | 超級500賽 | 超級300賽 | 超級100賽 | 國際挑戰賽 | 國際系列賽 | 未來系列賽 | 其他 |

### 奧運會和世錦賽參賽紀錄
| 項目     | 2020       |
| -------- | ---------- |
| 男子單打 | 小組第三名 |